# 励志社旧址

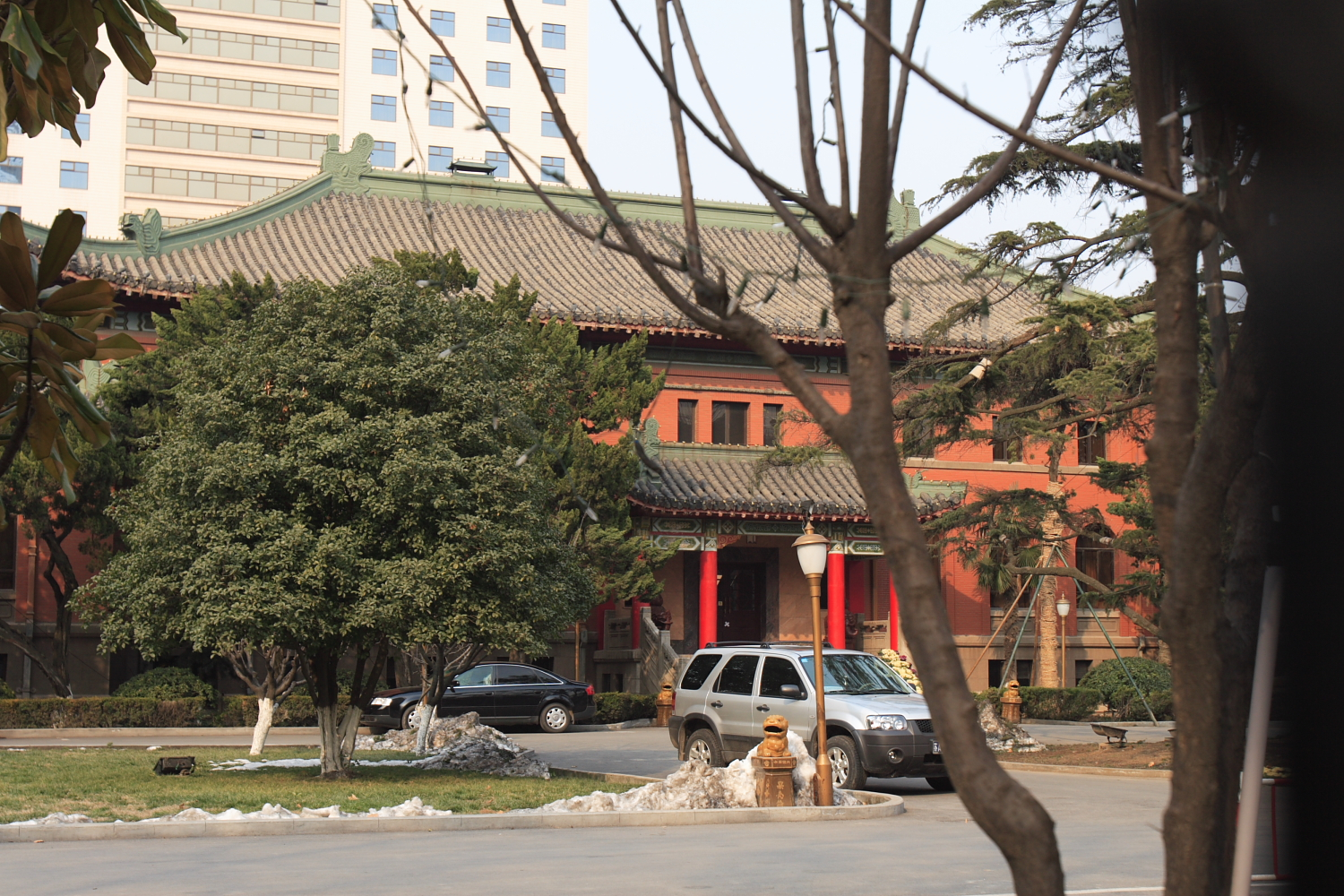
原励志社一号楼旧址

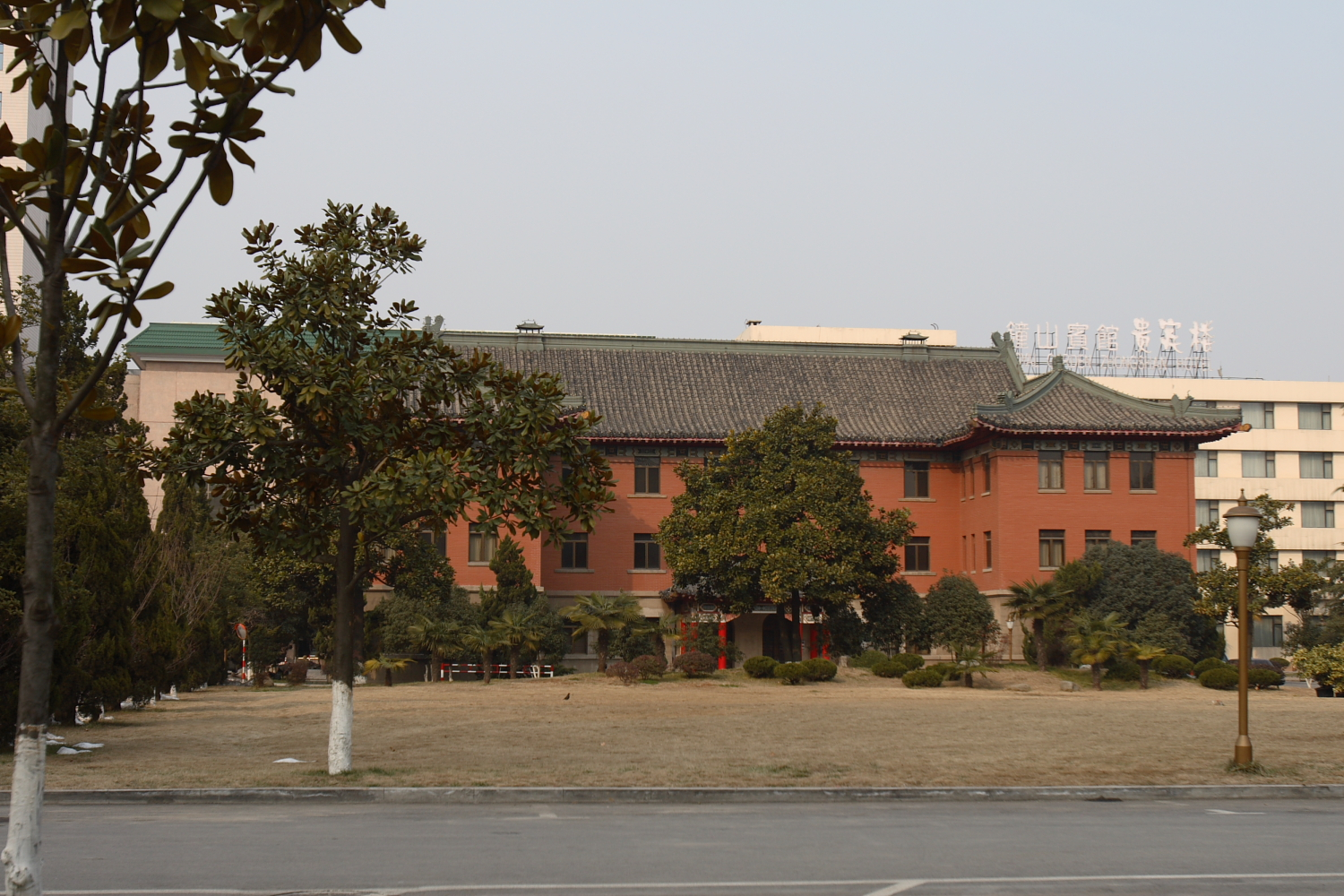
原励志社三号楼旧址

南京励志社建筑群位于中国江苏省南京市玄武区中山东路307号，地处中山东路北侧、黄埔路东侧，是一座由三幢清代宫殿式建筑构成的院落，是原励志社总社所在地，现为钟山宾馆的一部分。

## 建筑群
励志社总社位于原明故宫西苑水晶台之上。建筑建于1929年至1931年间，由范照、赵深设计，上海陆根记营造厂承建，总建筑费用15万元。励志社总社三幢建筑物内部设施齐全，有多功能礼堂、剧院、办公室、餐厅、浴室、宾馆式客房和理发室等，还有网球场、手球场、排球场、田径运动场、跑马场等。
励志社的三幢大屋顶清代宫殿式建筑呈“品”字形分布，均坐北朝南，由西向东分别是大礼堂、一号楼和三号楼。大礼堂建于1931年，主体为钢筋混凝土结构，而梁、椽、挑檐则是木结构。高三层，重檐廡殿顶，平面为方形，建筑面积1,360平方米，可容500人就座。内部按照当时比较现代的剧院布置，设有门厅、休息室、观众厅及其他服务设施，在其四周还建有附属用房。一号楼建于1929年，砖木结构，建筑面积2,050平方米。中间高三层，庑殿顶；两翼高二层，歇山顶，东西对称，烟色筒瓦屋面，绿色屋脊。大楼入口处建有门廊，红漆廊柱。大楼底层墙面为水泥假石粉刷，第二层以上为清水勾缝。大楼东南墙角，镶嵌有一块正方形石碑，上刻“励志社 民国十八年志 立人立己革命革心 蒋中正与励志社同仁共勉”字样。三号楼，建于1930年，砖木结构，建筑面积1,846平方米。屋顶结构与1号楼相反，中间高三层，歇山顶；两翼高三层，庑殿顶。东西对称。烟色筒瓦屋面，脊檐饰有瑞兽，檐口梁枋施以彩绘。屋顶建有壁炉烟囱，烟囱上部做成宫殿式屋顶。一号楼和三号楼内部均呈中廊式布局，两边为带有独立卫生间的客房，是接待贵宾住宿之处。

## 历史事件
- 1932年8月16日，在南京励志社举行了中国的第一次全国体育会议。教育家朱家驊任会议主席。
- 1935年10月10日，在励志社大礼堂举行了南京历史上的第一次集体婚礼即“第一届新生活集团结婚”，证婚人为时任的南京市市长马超俊，共33对新人志愿参加。参加此次集体婚礼的每对新人平均花费不超过60元，公家花费约为1000元。各媒体盛赞这种新兴婚仪“观礼者千余人，极一时之盛”。此后，集体婚礼在全国得以进一步推广。
- 1936年4月29日下午4时，中国国家足球队与中华足球联合会代表队在励志社球场进行足球表演赛。原本这场比赛应在上海申园体育场进行，但因连日阴雨才改在南京励志社进行。这场比赛吸引过万观众到场观看，李惠堂等球星参加了比赛，最终以中国队以2比3负于中华足球联合会队。
- 1941年9月，汪精卫国民政府在此成立了军校基地绥靖军官学校[参 2]，并常于此与日本高级官员会晤。
- 1946年2月15日，国民政府在励志社大礼堂设立国防部审判战犯军事法庭，专门审讯侵华日军战犯。制造南京大屠杀的人物谷寿夫[註 3]、在紫金山下进行杀人比赛的向井敏明、野田岩等战犯，先后被引渡在此被判死刑，并在南京执行枪决。
- 1949年4月23日中国人民解放军占领南京城时，入城的解放军第二野战军第三十五军将军部设在励志社。此时，代理总干事侯鸣皋及部分职员仍留守励志社，直到南京市军管会交际处接管励志社会在南京城中的资产。接管完成后，交际处迁入办公[1]。
- 1949年10月间，南京市军管会交际处将励志社会总部移交三野组织部使用[1]。此后，此处建筑先后做过华东军区干部子弟学校、幼儿园。1953年改为中苏友好交际处。
- 1956年，成为中国共产党江苏省委员会招待所，因地址为中山东路307号，对外称“307招待所”。1991年，更名为钟山宾馆。該建築成為钟山宾馆的一部分。

## 备注
1. ↑  简称励志社。
2. ↑  款项来源于上海银行界于中原大战时期，捐献作为宋美龄发放国民革命军官兵犒赏金的剩余款。
3. ↑  1947年2月6日下午2时，南京军事法庭在励志社对战犯谷寿夫开始为期3天的公审。